# Barrukia
Barrukia är ett släkte av ringmaskar. Barrukia ingår i familjen Polynoidae.
Kladogram enligt Catalogue of Life:
| Barrukia | \| \| Barrukia cristata \| \| \| \| \| \| Barrukia curviseta \| \| \| \| |
|          | \| \| Barrukia cristata \| \| \| \| \| \| Barrukia curviseta \| \| \| \| |
|          | Barrukia cristata                                                        |
|          |                                                                          |
|          | Barrukia curviseta                                                       |
|          |                                                                          |